# 大麻环己醇
大麻环己醇（缩写CCH，也称为(C8)-CP 47,497，化学名：2-[(1S,3R)-3-羟基环己基]-5-(1,1-二甲基辛基)苯酚，2-[(1S,3R)-3-hydroxycyclohexyl]-5-(1,1-dimethyloctyl)phenol）是一种有机化合物，分子式C22H36O2，属于人工合成的大麻素，与CP 47,497是同系物，1979年由輝瑞公司开发。